# 吉木りさに怒られたい
『吉木りさに怒られたい』（よしきりさにおこられたい）は、2014年8月2日よりテレビ東京にて不定期に放送されているテレビ番組であり、吉木りさの冠番組である。。2015年には、同番組を書籍化した『ビジネスパーソンのための 吉木りさに怒られたい』がKADOKAWAより刊行されている。
本項では、テレ東プレイで、続編として現在放送されている『新・美しい人に怒られたい』（しん・うつくしいひとにおこられたい）についても記述する。

## 吉木りさに怒られたい
- 前身は2013年2月13日深夜（日付は14日）に放映された単発番組『美しい人に怒られたい』。女性タレントが様々なシチュエーションで男性を叱りとばす様子を8本のオムニバス形式で放送していた。
- 2014年8月、1ヶ月限定の放送でレギュラー化。以降同年10月に同じ枠で放送されたほか2015年1月10日には『新春ポンコツ時代劇！吉木りさに怒られたい～江戸編～』が、同年4月23日-25日には『新入社員のための吉木りさに怒られたい』が放送されている。
- プロデューサーの高橋弘樹は吉木を起用した理由として「まったく怒らなそうな人が怒っている方が、意外性があってびっくりすると思った」「“薄い顔”の人の方が、怒っても愛せると思った」と語っている[3]。
- 2015年10月13日から10月21日までは、特別編として『吉木りさ"ら"に怒られたい』（よしきりさらにおこられたい）と題して吉木以外に毎回何人かのゲストが出演し、複数の美女に怒られる内容となる[4]。

### 出演者
- 吉木りさ

### ゲスト
※日時表記は暦日表記で記載しており、提出された出典内容や公式サイトで表示されている内容とは異なる箇所が一部にある。
2015年10月13日
柏木ひなた・安本彩花（私立恵比寿中学）
2015年10月14日
前島亜美・田中美麗・浅川梨奈（SUPER☆GiRLS）
2015年10月20日
久松郁実・都丸紗也華（チームグラドル）
2015年10月21日
石川梨華・久住小春（元モーニング娘。）

### スタッフ
- 脚本：高橋弘樹、興津豪乃、八代丈寛
- 構成：鈴木遼、白武ときお、石原慎也、伊達さん（大人のカフェ）、岩渕佑美
- TD：菊地裕介（テレビ東京）
- 映像：福本俊二、丸山真平（テレビ東京）
- 音声：小笹直樹（テレビ東京）、大間知浩一
- 照明：水野暁夫（テレビ東京）
- 編集：蒲澤悠太
- MA：長瀬貴広
- 音効：クォン・ジンホ
- 技術協力：港家、ヌーベルアージュ
- デスク：野中優（テレビ東京）
- Webプロデューサー：浜田真由子（テレビ東京）、合田知弘（テレビ東京）
- AD：綾部梨花
- ディレクター：玉川晃
- 演出・プロデューサー：高橋弘樹（テレビ東京）、福本俊二（テレビ東京）
- チーフプロデューサー：斎藤勇（テレビ東京）
- 製作著作：テレビ東京

### DVD
- 吉木りさに怒られたい DVDスペシャルエディション（テレビ東京メディアネット／ポニーキャニオン、2015年1月）

## 新・美しい人に怒られたい
『新・美しい人に怒られたい』（しん・うつくしいひとにおこられたい）は、2016年3月24日よりテレビ東京COMとテレビ東京の共同制作で放送開始された。 

### 出演者
2016年3月24日
中村静香・星名美津紀・久住小春・遠藤三貴・前山剛久・テンテンコ・今野杏南・田中美麗（SUPER☆GiRLS）・前島亜美（SUPER☆GiRLS）・山口賢貴・白又敦・石川恋・岸明日香・おかりえ・古関れん・上野優華
2016年8月4日
夢みるアドレセンス
2016年9月9日
久松郁実・池田美優・都丸紗也華
2015年9月28日
鈴木ふみ奈・松本愛・松永有紗

### スタッフ
- 構成：興津豪乃、八代丈寛、鈴木遼、石原慎也、白武ときお、石原慎也、伊達さん（大人のカフェ）、岩渕佑美、佐久間郷歩、永倉晴日
- 映像：福本俊二（テレビ東京）、田中秀幸、渡辺敬太、近藤剛史（テレビ東京）、吉田健吾、丸山真平
- 音声：林芳成、熊内直美、小笹直樹
- 照明：水野暁夫（テレビ東京）
- 編集：蒲澤悠太
- MA：杉山正
- 技術：sala（2016年9月28日）、象（2016年9月9日）、港家、ヌーベルバーグ（2016年8月4日）
- Webプロデューサー：合田知弘、岩田時治
- デスク：野中優（テレビ東京）
- AD：三枝淳、渕聡、井上勇輝、岡田祐太、大沢朗、栗上晴華
- ディレクター：永島糧、新井若菜、斎藤愛
- プロデューサー：鈴木勇棋、近藤貴彦（BOマーズ）、橋本元康、富田晶子（ホールマン）
- 演出・プロデューサー：高橋弘樹（テレビ東京）、福本俊二（テレビ東京）
- 制作協力：BOマーズ（2016年9月9日〜）、ホールマン（2016年8月4日）
- 制作著作：テレビ東京、テレビ東京COM